# Шахта «Схід»
ДП «Шахта „Схід“» (на стадії ліквідації). Входить до ВО «Сніжнеантрацит». Розташована у місті Сніжне Донецької області.
Фактичний видобуток 728/456 т/добу (1990/1999).
Максимальна глибина 440/450 м (1990—1999). Протяжність підземних виробок 56,5/32,5 км (1990/1999). У 1990—1999 розробляла пласти h3', h6 потужністю 1,15-1,20 м, кути падіння 8-10°.
Кількість очисних вибоїв 5/3, підготовчих 5/4 (1990/1999).
Кількість працюючих: 1224/1002 осіб, в тому числі підземних 836/624 осіб (1990/1999).
Адреса: 86500, вул. Миру, 64, м. Сніжне, Донецької обл.